# Saperda perforata
Saperda perforata je brouk z čeledi tesaříkovití. Žije v Evropě a severní Asii. V Čechách je jeho výskyt vzácný, ojedinělé nálezy jsou ale po celé republice. Na Moravě místy častější, hlavně na Břeclavsku. 

## Ekologie
Larvy žijí pod kůrou či v kůře oslabených listnatých stromů. Například v osice či topolu bílém. Podle druhu stromu, kde se vyvíjí získává imago (dospělec) barvu. Brouk dorůstá velikosti 12–20 milimetrů.